# Гостивар (община)
Гостивар (на албански: Komuna e Gostivarit; на македонска литературна норма: Општина Гостивар) е община, разположена в северозападната част на Северна Македония в областта Горни Полог. На нейна територия извира Вардар, най-голямата река в страната. Център на общината е град Гостивар, като освен него в нея влизат още 34 села. Общината има площ от 513,39 km2 и гъстота на населението 157,86 жители на km2.

## Структура на населението
Според преброяването от 2002 година община Гостивар има 81 042 жители.
| Етническа принадлежност | Процент |
| македонци               | 19,59%  |
| албанци                 | 66,68%  |
| турци                   | 9,86%   |
| роми                    | 2,76%   |
| власи                   | 0,02%   |
| сърби                   | 0,20%   |
| бошняци                 | 0,05%   |
| други                   | 0,84%   |